# 이케미즈 미치히로
이케미즈 미치히로(池水通洋, いけみず みちひろ, 1943년 4월 11일 - )는 일본의 남성 성우이다. 아오니 프로덕션 소속. 가나가와 현 출신이다.
원래는 떼아뜨로 에코 소속이었다.

## 출연작품

### 애니메이션
1969년
- 바다소년 마린보이 (남자)

1970년
- 촌놈 대장(아사미 이사무, 오오조라 다이사쿠, 내레이터, 심판 외)

1971년
- 애니멘터리 결단 (마에다 마사미, 마키 다쓰오, 야부대원, 육전대 대원)
- 원시소년 류
- 사루토비 엣짱 (피카)
- 천재 바카본
- 마법의 마코쨩

1972년
- 아카도 스즈노스케
- 정의를 사랑하는 자 월광가면 (월광가면)
- 근성 개구리
- 루팡 3세 (제1시리즈)

1973년
- 에이스를 노려라! (오자키 이사무)
- 산쥐 록키 척

1974년
- 우주전함 야마토 (야부 스케하루)
- 공수도 바보 일대 (헨리 아더)
- 유도찬가 (도카마루 우헤이)
- 신조인간 캐산 (카루루, 레온)
- 최초의 인간 개톨즈
- 황야의 소년 이사무

1975년
- 타임보칸(로빈 후드)
- 원조천재 바카본(1975년 - 1977년 우나기이누(장어개))
- 라 세느의 별 (오를레안 공 외)

1977년
- 신 거인의 별(카게마루 하야토)
- 얏타맨
- 루팡 3세 (제2시리즈) (행장,부자)

1978년
- 도카벤(카게마루 하야토)
- 100만년 지구여행 밴더북
- 만화일본그림책 (진사이하치로타메토모)

1979년
- 사이보그 009 (1979년판) (죠지)
- 더☆울트라맨(타지마)
- 도라에몽 (TV아사히판 제1기) (직원)

1980년
- 내일의 죠2 (해리 로버트)
- 타임패트롤 오타스케맨 (히지카타 도시조, 네스, 홈즈)
- 낚시광 산페이 (야스키치)

1981년
- 신 근성 개구리
- 철완아톰 (제2작) (도자와 박사)

1982년
- 시끌별 녀석들 (1982년 - 1986년 온천선생님, 악마 베리얼, 과장)

1983년
- 스페이스 코브라
- 만화 일본사 (가쓰 가이슈)

1984년
- 어택YOU! (하즈키 도시히코)

1986년
- 우주선 사지타리우스(트라이)
- 명견 실버 (빨간 눈)
- 게게게의 키타로 (제3작) (1986년 - 1988년, 사령관, 대장 외)
- 청춘 아니메 전집 (코바야시 선생님)
- 복두의 권 （1986년 - 1987년, 바루다, 겐쇼, 소리아, 케인
- 로보탄 (간짠의 아버지)

1987년
- 가면의 닌자 아카카게 (켄, 타카오카)
- 기갑전기 드라고나 (기닐)
- 시티헌터 (1987년 - 1988년 블랙아미의 보스, 연출가, 진행자, 보스) - 2시리즈
- 세인트 세이야 (1987년 - 1989년, 크리스탈 세인트)
- 하는 김에 얼치기 (모리타 겐사쿠)
- 드래곤볼 (악맨)
- 트랜스포머 더 헤드 마스터즈 (식스샷, 더블크로스, 트리거해피, 플래티넘 타이거)

1988년
- 맛의 달인 (사장2, 아나운서, 진행자, 지배인)
- 돌격!!남자훈련소 (겐키치)

1989년
- 에스퍼 마미 (아나운서,토모코 아버지)
- 기동경찰 패트레이버 ON TELEVISION (오오타 이사오)
- 정글대제 (호프)
- 정글북: 소년 모글리 (모글리의 아버지)
- 싸워라! 초로봇생명체 트랜스포머 빅토리 (그레이트샷)
- 마동왕 그랑죠트 (태양왕)
- YAWARA! (아나운서, 캐스터, 교사, 학장)

1990년
- 스파이럴 존 (다크 캐리지)
- RPG전설 헤포이 (투사 댄 애로우)
- 웃는 세일즈맨 (하나하타 코마타)

1991년
- 근육맨 근육성 왕위쟁탈편(로빈마스크, 근육맨 슈퍼 피닉스, 지성의신)
- 겟타로보 고 (야샤 남작·동생, 내레이션)
- 즐거운 무밍가족 (모험가)
- 루팡 3세 나폴레옹의 사전을 빼앗아라 (프랑스 대표)

1992년
- 키테레츠 대백과 (1992년 - 1994년, 도리시마, 교감 선생님)
- 수퍼 빅쿠리맨 (닷지킹)
- 히메짱의 리본 (고리 시게오)

1993년
- GS미카미 (아놀드)
- 닌타마 란타로 (토키와 카네나리)
- 요코야마 미쓰테루의 삼국지

1994년
- 카게야마 타미오의 더블 판타지 (하네자와)
- 패왕대계 류나이트 (촌장)

1995년
- 애니메 세계의 동화 (국왕)
- 미소녀 전사 세일러문 SuperS (회전목마 마와시타로)

1996년
- 쾌걸 조로 (산테스)
- 괴도 세인트 테일 (관장)
- 기동신세기 건담X (바텐)

1998년
- 명탐정 코난 (1998년 - 2017년, 마치다 타모츠, 하치츠카 코로쿠)

1999년
- THE 빅오 (릭 프레이저)
- 주간 스토리랜드 (과장, 하타나카의 아버지)
- 성계의 문장 (카이토 헌병 대위)
- 성방천사 엔젤링크스 (유르겐)
- MASTER 키튼 (신스케의 아버지)

2000년
- 성계의 전기 (카이토 헌병 대위)

2001년
- 스타오션EX (갠지)

2002년
- Witch Hunter ROBIN(자이젠 타쿠마)

2003년
- 스트라토스4 (사문관)
- 풀 메탈 패닉? 후못후  (고쿠레 선생님)

2004년
- 아따맘마 (선생님)
- 개구리 중사 케로로 (감독)
- SAMURAI 7 (텟사이)

2007년
- 게게게의 키타로 (제5작) (사장)
- DARKER THAN BLACK -검은 계약자 -(호라이 요시미츠)

2008년
- 마법사에게 소중한 것 ~여름의 소라~ (택시 운전사)

2009년
- 마법사에게 소중한 것 -유성 쌍둥이- (택시 운전사)
- 파꽃의 아사타로 (소금대 후쿠야마 스승)

2011년
- 청의 엑소시스트 (스님)

2018년
- 게게게의 키타로 (제6작) (주지스님 외)

2021년
- 디지몬 어드벤처: (미미의 할아버지)

게임[소스 편집]
1990년
우루성 놈들 STAY WITH YOU 온천 마크
1992년
- 포고튼 월드(초전사 2P) ※PC 엔진판
- 프린세스 미네르바(하간)
- 라이즈 오브 더 드래곤(딘 원)

1993년
- 기동경찰 패트레이버 (1993년 - 2000년, 오타 이사오, 내레이션) - 2작품

1996년
- 페다 (1996년 - 1997년, 버트 발튀크스) - 2작품

1997년
- 뇌노기병 가이브레이브 (1997년 - 1998년, 라이덴) - 2작품

1998년
- 가면라이더(가니코우몰, 쇼커라이더) ※라이브러리 출연

2001년
- 마츠모토 레이지 999~Story of Galaxy Express 999~(카가 함장, 웨인)

2003년
- 인터루드(스기우라)
- 가면라이더 정의의 족보 (타도코로 소장, 저승사자 박사, 아르마딜롱, 이리남, 가니코우몰, 작업원)

2004년
- 에이스 컴뱃 5 (오카 니에바 외)

2005년
- 스타폭스 어썰트(페퍼 장군)
- 로그 갤럭시(도널드 포카초 박사)

2007년
- 근육맨 머슬 그랑프리 2 (근육맨 슈퍼 피닉스)
- 드래곤볼Z 스파킹! 메테오(악맨)

2008년
- 근육맨 머슬 그랑프리2 특곱빼기 (근육맨 슈퍼 피닉스)

2009년
- 드래곤볼 천하 일대모험 (악맨)
- 용과 같이3 (스즈키 요시노부)

2010년
- 드래곤볼 DS2 돌격! 레드리본군 (악맨)

2012년
- 제2차 슈퍼로봇대전 OG (케빈 잔 올트)

2013년
- 슈퍼로봇대전 Operation Extend(오타 이사오)

2014년
- 판타시 스타 노바

2015년
- 드래곤볼Z 초궁극 무투전 (악맨)
- 루미너스 아크 인피니티(라지 솔)
- 월드 엔드 에클립스 (구스타프)

2018년
- 전장의 발큐리아 4 (롤랜드 모건)

2021년
- 낙서 킹덤 (지그더 브론테)

### 특촬
- 가면라이더 시리즈 - 가면라이더 1호 대역★, 쇼커 라이더 no.1, 기타 괴인 성우
- 변신닌자 아라시 - 아라시★
- 울트라 시리즈 - 울트라 세븐, 사카타 켄
- 점보그 A -매드고네, 점보그 A(에이스), 점보그 9(나인)★
- 파이어맨 - 파이어맨★
- 형제권 바이크로서 - 베도베도만, 링고쿠